# Atlántida
Atlántida – miasto wypoczynkowe na Costa de Oro w departamencie Canelones w Urugwaju. Znajduje się 45 kilometrów na wschód od Montevideo. Jest położone przy drodze Ruta Interbalearia, zaraz przy skrzyżowaniu z drogą 11. Zaczęło działać na początku XX wieku jako kurort dla elity rządowej z Montevideo i było nim do połowy lat 50. Obecnie jest to kurort klasy średniej z ponad 4600 stałymi mieszkańcami.

## Historia
Pierwsze plany kurortu w tym miejscu pojawiły się w 1911 roku i w następnym roku zaczęto parcelować i sprzedawać działki. W 1913 zbudowano obok plaży pierwszy Hotel o nazwie Las Toscas, który w 1915 roku zyskał obecną nazwę, Atlántida. Przedsięwzięcie nabrało rozmachu w roku 1939, kiedy Natalio Michelizzi (bogaty włoski biznesmen żyjący w Buenos Aires) zdecydował wykupić wszystkie tereny, których nie sparcelowano lub nie zabudowano i zainwestował w swój projekt. 7 września 1967 Ustawą Nr 13.609 zostało sklasyfikowane jako miasto.

## Ludność
W 2004  w Atlántidzie mieszkało 4580 osób. W 2010 roku Intendencia de Canelones zarejestrowała 10 393 osób podczas wyborów.
| Rok  | Populacja |
| ---- | --------- |
| 1963 | 1562      |
| 1975 | 2268      |
| 1985 | 2764      |
| 1996 | 3989      |
| 2004 | 4580      |

Źródło: Instituto Nacional de Estadística de Uruguay.

## Miejsca warte zwiedzenia

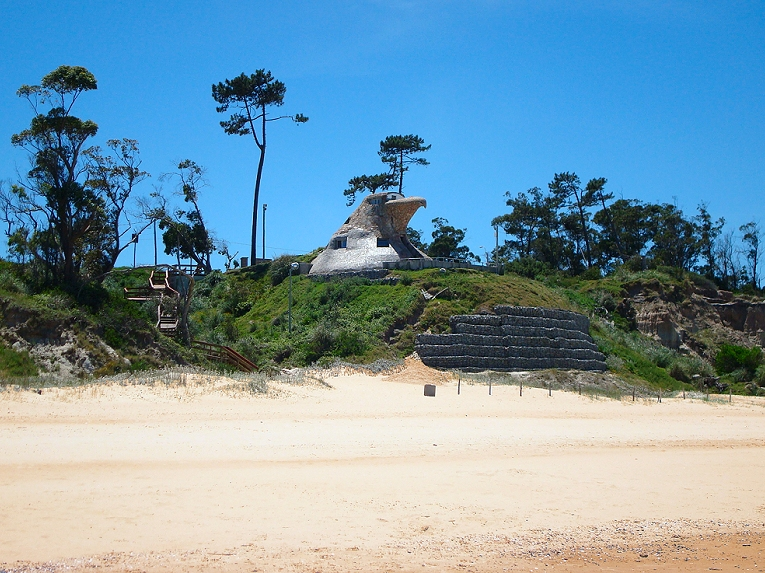
El Aguila

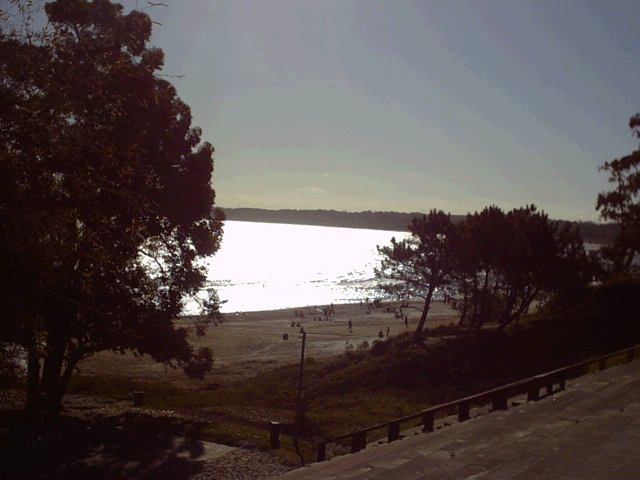
Plaża La Mansa

Kościół Chrystusa Robotnika, zbudowany w latach 1958–60 przez Eladiego Dieste, jest architektonicznie uderzający, opisany jako "prosty prostokąt z bocznymi ścianami wznoszącymi się falując ku maksymalnej amplitudzie ich łuków". "El Águila" z kolei jest enigmatycznym i atrakcyjnym kamiennym budynkiem który dał początek wielu legendom na swój temat, że jest kryjówką przemytników, obserwatorium nazistów lub "centrum energii kosmicznej". "El Águila" została zbudowana przez Michellizziego, który oryginalnie nazwał to "La Quimera". Przez pewien czas La Quimera była używana przez Michellizziego jako miejsce spotkań z przyjaciółmi i spędzania czasu na czytaniu w samotności. Po jego śmierci budynek i jego ogrody podupadły. Michellizzi zbudował jeden z pierwszych hoteli w tym miejscu Hotel "Planeta Palace", który istnieje do dzisiaj.

## Plaże
Plaże Atlántidy są odwiedzane głównie przez bogatych Urugwajczyków. Ich cechą charakterystyczną jest odgrodzenie od lądu sosnami. Główne plaże to Plaża La Brava i Plaża La Mansa. Woda w La Mansie jest bardzo spokojna, podczas gdy w La Bravie zazwyczaj jest bardzo porywająca i dlatego plaża ta jest popularna wśród młodzieży.